# 讷韦格利斯
讷韦格利斯（法語：Neuvéglise，法語發音：[nœveɡliz]）是法国康塔尔省的一个旧市镇，属于圣弗卢尔区。2017年，讷韦格利斯与临近的3个市镇合并为新市镇特吕耶尔河畔讷韦格利斯，讷韦格利斯为新市镇行政中心。

## 地理
讷韦格利斯（44°55'41"N, 2°59'0"E）面积54.7 平方千米，位于法国奥弗涅-罗讷-阿尔卑斯大区康塔爾省，该省份为法国中南部省份，位于法國中央高原中心，北起科雷兹省、上盧瓦爾省和多姆山省，西接洛特省和科雷兹省，南至阿韦龙省和洛特省，东临上盧瓦爾省和洛泽尔省。
与讷韦格利斯接壤的市镇（或旧市镇、城区）包括：绍德赛格、屈萨克、埃斯皮纳斯、拉瓦斯特里、奥拉杜尔、圣马夏尔、塞里耶、莱泰尔讷。

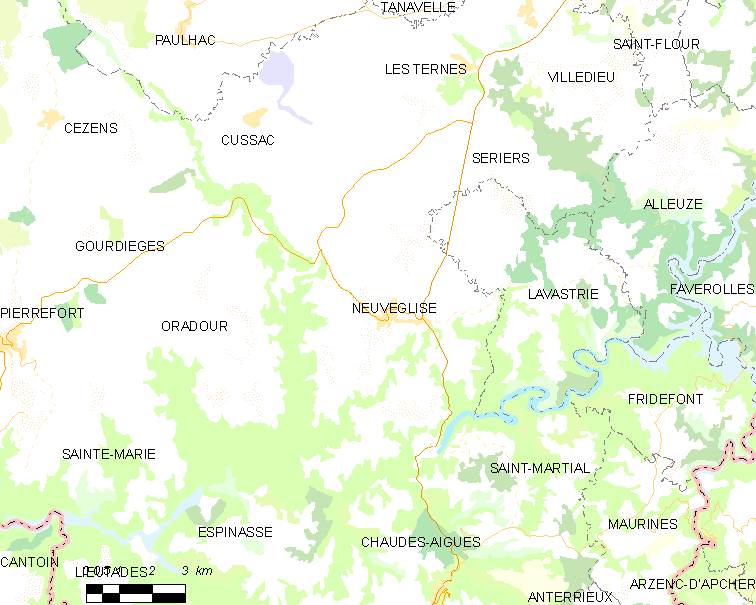
讷韦格利斯的OSM定位图

讷韦格利斯的时区为UTC+01:00、UTC+02:00（夏令时）。

## 行政
讷韦格利斯的邮政编码为15260，INSEE市镇编码为15142。

## 政治
讷韦格利斯所属的省级选区为特吕耶尔河畔讷韦格利斯县。

## 人口

1962-2008年间讷韦格利斯人口变化图示

讷韦格利斯于2018年1月1日时的人口数量为1123人。
讷韦格利斯人口变化图示
| 数据来源：INSEE |